# Заїре
Заїре (порт. Zaire) — провінція в Анголі.
Провінція Заїре розташована на крайньому північному заході Анголи. На південь від неї знаходиться провінція Бенго, на схід — провінція Уїже. На півночі провінції Заїре проходить державний кордон між Анголою і Демократичною Республікою Конго, на заході лежить Атлантичний океан.
Площа провінції становить 40 130 км ². Чисельність населення становить 343 000 осіб (2005 рік). Головне місто провінції — Мбанза-Конго, колишній Сан-Сальвадор. Інші міста провінції: Сойо, Томбоко, Нокуй.
В адміністративному відношенні складається з 6 муніципалітетів:
- Мбанза-Конго
- Сойо
- Томбоко
- Н'зето
- Нокуй
- Куїмба

Заїре розташована між гирлом річки Конго на півночі і річкою Логе на півдні. Територія її простягається від узбережжя вглиб африканського материка на 300 кілометрів.
Основою економіки Заїре є сільське господарство і видобуток корисних копалин, а також рибальство. У провінції розробляються родовища нафти, бітуму, залізної руди, фосфатів, свинцю, цинку. У сільському господарстві розвинуте скотарство, вирощуються кава, цитрусові, ананаси, арахіс, массамбала, маніока, батат (солодка картопля), горіхи кеш'ю, рис, соя, виробляється рицинова і пальмова олія. Є також підприємства з виробництва будівельних матеріалів.